# Liste der deutschsprachigen The-Magazine-of-Fantasy-and-Science-Fiction-Ausgaben der 1990er Jahre
Diese Seite listet alle Ausgaben aus den Jahren 1990 – 2000 des deutschsprachigen The Magazine of Fantasy and Science Fiction auf.

## Ausgaben
- Der Herausgeber ist Ronald M. Hahn

### 81. Folge –Die Lärmverschwörung– 1990
| Deutscher Titel                                                    | Originaltitel                                                 | Jahr | Autor              |
| ------------------------------------------------------------------ | ------------------------------------------------------------- | ---- | ------------------ |
| Die Krise des Monats                                               | Crisis of the Month                                           | 1988 | Ben Bova           |
| Mach’s gut, Lafayette                                              | Lafayette, Farewell                                           | 1988 | Ray Bradbury       |
| Die Zollbrücke                                                     | The Toll Bridge                                               | 1988 | Harvey Jacobs      |
| Körperbeherrschung                                                 | The Man Who Controlled Himself                                | 1987 | Thomas Wylde       |
| Die Demonstration                                                  | The Demonstration                                             | 1989 | Marc Laidlaw       |
| Die Lärmverschwörung                                               | Conspiracy of Noise                                           | 1987 | Paul Di Filippo    |
| Mr. Tindle                                                         | Mr. Tindle                                                    | 1989 | Richard A. Lupoff  |
| Leben Sie sich aus-GmbH                                            | Live It Up, Inc.                                              | 1988 | Larry Eisenberg    |
| Warnschild                                                         | Caution Sign                                                  | 1988 | Brad Strickland    |
| Führer durch das Universum – für Science Fiction-Leser und Autoren | A Science Fiction Readers’ and Writers’ Guide to the Universe | 1988 | Larry Tritten      |
| Natürliche Auslese                                                 | Natural Selection                                             | 1988 | Robert White       |
| Der Glückspilz                                                     | The Man Who Was Lucky                                         | 1988 | Andrew Weiner      |
| Madre de Dios                                                      | Madre de Dios                                                 | 1988 | Karen Haber        |
| Nakajima-Cyberspace                                                | Nakajima Cyberspace                                           | 1988 | Felix C. Gotschalk |

### 82. Folge –Mr. Corrigans Homunculi– 1990
| Deutscher Titel                 | Originaltitel                    | Jahr | Autor                |
| ------------------------------- | -------------------------------- | ---- | -------------------- |
| Lügner haben kurze Beine        | To Tell the Troof                | 1988 | Brad Ferguson        |
| Die Verdammung des A. K.        | The Damnation of A--- K---       | 1989 | Joyce Carol Oates    |
| Preisgekrönter Schund           | The Man With a Taste for Turkeys | 1989 | John Brunner         |
| Mr. Corrigans Homunculi         | Corrigan’s Homunculi             | 1989 | Larry Tritten        |
| Der Krämerladen                 | The Country Store                | 1988 | Ronald Anthony Cross |
| Star War                        | The Star War                     | 1988 | Frederik Pohl        |
| Die Farbe von Neandertaleraugen | The Color of Neanderthal Eyes    | 1988 | James Tiptree, Jr.   |
| Das Maulwurffeld                | The Mole Field                   | 1988 | Ian Watson           |

### 83. Folge –Der Wassermann– 1991
| Deutscher Titel                     | Originaltitel                     | Jahr | Autor                    |
| ----------------------------------- | --------------------------------- | ---- | ------------------------ |
| Kleine Dienerin                     | Little Worker                     | 1989 | Paul Di Filippo          |
| Nennen Sie mich Al                  | Out of Copyright                  | 1989 | Charles Sheffield        |
| Vermurkst                           | Misbegotten                       | 1989 | Michael P. Kube-McDowell |
| Die heißeste Nacht von Hollywood    | The Date                          | 1990 | Larry Tritten            |
| Spreu                               | Chaff                             | 1990 | Robert Reed              |
| Stoney Griffon und die UFO-Insassen | Stoney Griffon and the UFO People | 1990 | John Maddox Roberts      |
| Schatten an einem fernen Ufer       | Cast on a Distant Shore           | 1989 | R. Garcia y Robertson    |
| Der Wassermann                      | The Sea Man                       | 1989 | Jane Yolen               |
| Hyänenaugen                         | Hyena Eyes                        | 1990 | Ray Aldridge             |

### 84. Folge –Der magische Helm– 1991
| Deutscher Titel                                     | Originaltitel                                       | Jahr | Autor                   |
| --------------------------------------------------- | --------------------------------------------------- | ---- | ----------------------- |
| Mit der Sommerfeuer-Brigade in die obere Kreidezeit | In the Upper Cretaceous with the Summerfire Brigade | 1990 | Ian Watson              |
| Sinneswandel                                        | Chump Change                                        | 1989 | Ray Aldridge            |
| Der Hausmeister                                     | Master of the House                                 | 1990 | Paul Cook               |
| Lied der Wale                                       | Whalesong                                           | 1989 | Bruce Holland Rogers    |
| Der magische Helm                                   | Hermes and the Magic Helmet                         | 1989 | Ronald Anthony Cross    |
| Die alte Schule                                     | The Old School                                      | 1989 | Ramsey Campbell         |
| Wahlen aus der Urne                                 | Vote Early, Vote Often                              | 1990 | Bill Johnson            |
| Kühlschrank-Fieber                                  | Freezer Madness                                     | 1989 | Patricia Ferrara        |
| Die perfekte Lösung                                 | The Perfect Solution                                | 1990 | Marnie Winston-Macauley |
| Bogenschützen im Nebel                              | Bowmen in the Mist                                  | 1989 | Garry Kilworth          |

### 85. Folge –Hüter der Zeit– 1992
| Deutscher Titel                 | Originaltitel               | Jahr | Autor                |
| ------------------------------- | --------------------------- | ---- | -------------------- |
| Cool Cat                        | Cool Cat                    | 1990 | Edward Wellen        |
| Abrechnung                      | Reckoning                   | 1990 | Kathe Koja           |
| Zürich                          | Zurich                      | 1990 | Kim Stanley Robinson |
| Frankie, der Ghostwriter        | Frankie the Spook           | 1990 | Mike Resnick         |
| Die eine kommt, die andre geht  | One Down, One to Go         | 1990 | Philip José Farmer   |
| Faxmann                         | The Fax Man                 | 1990 | Dean Whitlock        |
| Hüter der Zeit                  | Timekeeper                  | 1990 | John Morressy        |
| Über mir: Fetzen aus Finsternis | Ribbon of Darkness, Over Me | 1990 | Stephen Gallagher    |

### 86. Folge –Cyberella– 1992
| Deutscher Titel            | Originaltitel                | Jahr | Autor                |
| -------------------------- | ---------------------------- | ---- | -------------------- |
| Cyberella                  | Cyberella                    | 1990 | Sheila Finch         |
| Stumö gafer                | Mairzy Doats                 | 1991 | Paul Di Filippo      |
| Schwarze Muse              | Her Wild Wild Eyes           | 1991 | Brad Strickland      |
| Groß fern jetzt            | Big Far Now                  | 1991 | Bruce Holland Rogers |
| Papa geht auf die Jagd     | Papa’s Gone A-Hunting        | 1991 | Madeleine E. Robins  |
| Die verlorene Seele        | Ma Qui                       | 1991 | Alan Brennert        |
| Der König der Neandertaler | The King of the Neanderthals | 1990 | Wayne Wightman       |
| Land’s End                 | Land’s End                   | 1991 | Delia Sherman        |

### 87. Folge –Ebenbilder– 1993
| Deutscher Titel                 | Originaltitel              | Jahr | Autor                |
| ------------------------------- | -------------------------- | ---- | -------------------- |
| Das offene Boot                 | The Open Boat              | 1991 | Richard Paul Russo   |
| Das Undenkbare                  | The Unthinkable            | 1991 | Bruce Sterling       |
| Ermittlungen in Sachen Jericho  | Investigating Jericho      | 1992 | Chelsea Quinn Yarbro |
| Skidmore                        | Skidmore                   | 1991 | Bradley Denton       |
| Buffalo                         | Buffalo                    | 1991 | John Kessel          |
| Die Stadt der furchtbaren Nacht | City of the Dreadful Night | 1991 | David Hoing          |
| Daniels Sterben                 | On the Death of Daniel     | 1991 | Dean Whitlock        |
| Mikro-Macho                     | Micro Macho                | 1991 | Thomas A. Easton     |
| Ebenbilder                      | Images                     | 1991 | Joe Haldeman         |

### 88. Folge –Johnnys Inferno– 1993
| Deutscher Titel                            | Originaltitel                        | Jahr | Autor                                 |
| ------------------------------------------ | ------------------------------------ | ---- | ------------------------------------- |
| Tänzer wie Kinder                          | Dancers Like Children                | 1991 | Kristine Kathryn Rusch                |
| Reisen mit Harry                           | Travels with Harry                   | 1991 | Larry Tritten                         |
| O Miranda!                                 | Oh, Miranda!                         | 1991 | Charles Pellegrino & George Zebrowski |
| Der gesegnete/verfluchte Thornston‑Smaragd | The Blessed/Damned Thornston Emerald | 1991 | Grania Davis                          |
| Johnnys Inferno                            | Johnny’s Inferno                     | 1991 | Ronald Anthony Cross                  |
| Blindenhund                                | Guide Dog                            | 1991 | Mike Conner                           |
| Blauer Engel                               | Blue Angel                           | 1991 | Wennicke Eide                         |
| Die bessere Verwandlung                    | Better Morphosis                     | 1991 | Brian W. Aldiss                       |

### 89. Folge –Invasoren– 1994
| Deutscher Titel                           | Originaltitel                     | Jahr | Autor                |
| ----------------------------------------- | --------------------------------- | ---- | -------------------- |
| Invasoren                                 | Invaders                          | 1990 | John Kessel          |
| Der unsichtbare Wurm                      | The Invisible Worm                | 1991 | Brian Stableford     |
| Gasoline Lake                             | Gasoline Lake                     | 1991 | Marc Laidlaw         |
| Der Mann, der das Spiel des Lebens verlor | The Man Who Lost the Game of Life | 1992 | John Brunner         |
| Herumtreiben mit Bitsy                    | Hanging Out with Bitsy            | 1991 | Ronald Anthony Cross |
| Ferreros Küsschen                         | Hershey’s Kisses                  | 1992 | Ron Goulart          |
| Endgültige Gewissheit                     | After All                         | 1992 | Robert Reed          |

### 90. Folge –Der letzte Mars-Trip– 1994
| Deutscher Titel               | Originaltitel                  | Jahr | Autor           |
| ----------------------------- | ------------------------------ | ---- | --------------- |
| Canción Auténtica de Alterde  | Canción Autentica de Old Earth | 1992 | Terry Bisson    |
| Die Chance der Vögel          | The Birds’ Turn                | 1992 | Jack Williamson |
| Tor der Gesichter             | Gate of Faces                  | 1991 | Ray Aldridge    |
| Grabow, Collicker und ich     | Grabow and Collicker and I     | 1992 | Algis Budrys    |
| Der letzte Mars-Trip          | The Last Mars Trip             | 1992 | Michael Cassutt |
| Aus dem Abgrund               | Bugs                           | 1992 | F. Paul Wilson  |
| Gräber                        | Graves                         | 1992 | Joe Haldeman    |
| Ein Fressen für die Champions | Lunch of Champions             | 1991 | Bob Shaw        |
| Mimen                         | Mummers                        | 1991 | Robert Frazier  |
| Die Legende von Xi Cygnus     | The Legend of Xi Cygnus        | 1992 | Gene Wolfe      |

### 91. Folge –Ein neuer Mensch– 1995
| Deutscher Titel                       | Originaltitel                                   | Jahr | Autor            |
| ------------------------------------- | ----------------------------------------------- | ---- | ---------------- |
| Sehen                                 | Seeing                                          | 1992 | Andrew Weiner    |
| Der verwilderte Garten                | The Neglected Garden                            | 1991 | Kathe Koja       |
| Ein neuer Mensch                      | A New Man                                       | 1992 | Andrew Weiner    |
| Gerechtigkeit                         | Justice                                         | 1993 | Elizabeth Hand   |
| Von uns aus gesehen standen wir links | From Our Point of View We Had Moved to the Left | 1993 | William D. Shunn |
| Ehrengast                             | Guest of Honor                                  | 1993 | Robert Reed      |

### 92. Folge –Ansleys Dämonen– 1995
| Deutscher Titel                                                       | Originaltitel                                                     | Jahr | Autor             |
| --------------------------------------------------------------------- | ----------------------------------------------------------------- | ---- | ----------------- |
| Timothy Leary, Batu Khan und die Palimpseste der universalen Realität | Timothy Leary, Batu Khan, and the Palimpsest of Universal Reality | 1993 | Michael F. Flynn  |
| Muster und Gewohnheiten                                               | Standards and Practices                                           | 1992 | Barry N. Malzberg |
| Terrors größter Fan                                                   | Terror’s Biggest Fan                                              | 1993 | Marc Laidlaw      |
| Die Greifer                                                           | The Snatchers                                                     | 1993 | Jane Yolen        |
| Die Nacht, als wir Pistenhengst begruben                              | The Night We Buried Road Dog                                      | 1993 | Jack Cady         |
| Der Berührte                                                          | Touched                                                           | 1993 | Dale Bailey       |
| Ansleys Dämonen                                                       | Ansley’s Demons                                                   | 1992 | James Sallis      |

### 93. Folge –Die Untiefen der Sirenen– 1996
| Deutscher Titel          | Originaltitel           | Jahr | Autor                 |
| ------------------------ | ----------------------- | ---- | --------------------- |
| Virtuelle Liebe          | Virtual Love            | 1994 | Maureen F. McHugh     |
| Standardkerzen           | Standard Candles        | 1994 | Jack McDevitt         |
| Mit dir oder ohne dich   | With You or Without You | 1994 | Robert Vamosi         |
| Die Untiefen der Sirenen | The Siren Shoals        | 1993 | R. Garcia y Robertson |
| Wall, Stone, Craft       | Wall, Stone, Craft      | 1993 | Walter Jon Williams   |

### 94. Folge –Die Halle der neuen Gesichter– 1996
| Deutscher Titel                           | Originaltitel                      | Jahr | Autor              |
| ----------------------------------------- | ---------------------------------- | ---- | ------------------ |
| Die Halle der neuen Gesichter             | The Hall of New Faces              | 1992 | Kit Reed           |
| Stell dir eine vollbusige Frau vor...     | Imagine a Large-Breasted Woman ... | 1994 | Jeff Bredenberg    |
| Vergrabene Schätze                        | Treasure Buried                    | 1994 | Robert Reed        |
| Zwei Liebende, zwei Götter und eine Fabel | Two Lovers, Two Gods, and a Fable  | 1994 | Esther M. Friesner |
| Mutter der Elfen                          | Mother to Elves                    | 1994 | Michael Armstrong  |
| Fleißiges Sterben                         | Busy Dying                         | 1994 | Brian Stableford   |
| Ebbe                                      | Ebb Tide                           | 1994 | Mary Soon Lee      |
| Der Auschwitz-Zirkus                      | The Auschwitz Circus               | 1996 | Matthew Wells      |
| Dorian in Excelsis                        | Dorian in Excelsis                 | 1995 | Ray Bradbury       |
| Natulife™                                 | NatuLife ®                         | 1994 | David Brin         |
| In einer vernünftigen Stadt               | Sensible City                      | 1994 | Harlan Ellison     |

### 95. Folge –Der dreifache Absturz des Jeremy Baker– 1997
| Deutscher Titel                              | Originaltitel                        | Jahr | Autor               |
| -------------------------------------------- | ------------------------------------ | ---- | ------------------- |
| Letzter Einsatz                              | Short Timer                          | 1994 | Dave Smeds          |
| Inspirationen                                | Inspiration                          | 1994 | Ben Bova            |
| Die wilden Schiffe von Fairny                | The Wild Ships of Fairny             | 1994 | Carolyn Ives Gilman |
| Hauptmann Hülsensack und der große Schnitter | Bulldog Drummond and the Grim Reaper | 1996 | Michael Coney       |
| Der unbeschrankte Bahnübergang               | The Unmarked Crossing                | 1996 | J. Steven York      |
| Die letzte Ölung                             | Last Rites                           | 1994 | Ray Bradbury        |
| Pappnasen im Weltraum                        | White Guys in Space                  | 1996 | Ray Vukcevich       |
| Der dreifache Absturz des Jeremy Baker       | The Three Descents of Jeremy Baker   | 1995 | Roger Zelazny       |
| Glatzkopf macht Karriere                     | A Cure for Baldness                  | 1996 | Ron Goulart         |
| Die Weisen der Cassiopeia                    | The Sages of Cassiopeia              | 1994 | Scott Mackay        |
| Schatten der Vergangenheit                   | In the Shade of the Slowboat Man     | 1996 | Dean Wesley Smith   |

### 96. Folge –Der Lincoln-Zug– 1997
| Deutscher Titel                   | Originaltitel                  | Jahr | Autor                |
| --------------------------------- | ------------------------------ | ---- | -------------------- |
| Der Lincoln-Zug                   | The Lincoln Train              | 1995 | Maureen F. McHugh    |
| Geistige Gemeinschaft             | Communion of Minds             | 1996 | Sheila Finch         |
| Fort                              | Gone                           | 1996 | John Crowley         |
| Warum die Brücke nicht mehr singt | Why the Bridge Stopped Singing | 1996 | James Patrick Kelly  |
| Das Turnier                       | The Tournament                 | 1995 | Robert Reed          |
| Rettungsboot auf brennender See   | Lifeboat on a Burning Sea      | 1995 | Bruce Holland Rogers |
| Connecticut-Nazi                  | Connecticut Nazi               | 1996 | Ron Savage           |
| Cyberschicksal                    | Cyberfate                      | 1995 | Felicity Savage      |

### 97. Folge –Der Dunkelstern– 1998
| Deutscher Titel              | Originaltitel       | Jahr | Autor                        |
| ---------------------------- | ------------------- | ---- | ---------------------------- |
| Paris schlägt zurück         | Paris Conquers All  | 1996 | Gregory Benford & David Brin |
| Schwarzer Winter             | Black Winter        | 1995 | Ellen Gilchrist              |
| Der Holo-Mann                | The Holo Man        | 1995 | Leonard Rysdyk               |
| Schon auf dem Weg nach Glory | Gone to Glory       | 1995 | R. Garcia y Robertson        |
| Kein Tag wie der andere      | Every Day Different | 1996 | Robert J. Levy               |
| Der Dunkelstern              | Dark Star           | 1995 | Jack Williamson              |
| Die lila Tablette            | The Purple Pill     | 1996 | Andrew Weiner                |

### 98. Folge –Der Tod im Land der Blumen– 1998
| Deutscher Titel            | Originaltitel                            | Jahr | Autor                                              |
| -------------------------- | ---------------------------------------- | ---- | -------------------------------------------------- |
| Auf großer Fahrt           | The Longer Voyage                        | 1996 | Michael Cassutt                                    |
| Der Tod im Land der Blumen | Javier, Dying in the Land of Flowers     | 1996 | Deborah Wheeler                                    |
| Rajmahal                   | Rajmahal                                 | 1997 | Kit Reed                                           |
| So endet die Welt wirklich | The True History of the End of the World | 1995 | Jonathan Lethem, John Kessel & James Patrick Kelly |
| Der Caféhaus-Putsch        | The Café Coup                            | 1996 | Ben Bova                                           |
| De Secretis Mulierum       | De Secretis Mulierum                     | 1996 | L. Timmel Duchamp                                  |

### 99. Folge –Werwolf im Schafspelz– 1999
| Deutscher Titel                     | Originaltitel                  | Jahr | Autor            |
| ----------------------------------- | ------------------------------ | ---- | ---------------- |
| Neue, helle Himmel                  | Bright, New Skies              | 1997 | M. Shayne Bell   |
| Die Flöten des Pan                  | The Pipes of Pan               | 1997 | Brian Stableford |
| Werwolf im Schafspelz               | Werewolves in Sheep’s Clothing | 1996 | Michael Coney    |
| Kilroy war hier                     | Kilroy Was Here                | 1996 | Jack Cady        |
| Nie mehr gesehen, im Traum nur mein | Never Seen by Waking Eyes      | 1996 | Stephen Dedman   |
| Graffiti                            | Graffiti                       | 1997 | Robert Reed      |

### 100. Folge –Die Marsprinzessin– 1999
| Deutscher Titel               | Originaltitel                             | Jahr | Autor                             |
| ----------------------------- | ----------------------------------------- | ---- | --------------------------------- |
| Geborgtes Licht               | Borrowed Light                            | 1997 | Jo Clayton                        |
| Wahrer Glaube                 | True Believer                             | 1997 | Esther M. Friesner                |
| Schattige Gegend              | A Place with Shade                        | 1995 | Robert Reed                       |
| Das Uhrwerk                   | The Player                                | 1997 | Terry Bisson                      |
| Die Marsprinzessin            | The Great Moon Hoax or A Princess of Mars | 1996 | Ben Bova                          |
| Riesen auf Erden              | Giants in the Earth                       | 1997 | Michael A. Martin                 |
| Schlammstadt                  | Dankden                                   | 1995 | Marc Laidlaw                      |
| Der Geist der Hoffnung        | Abandon in Place                          | 1996 | Jerry Oltion                      |
| Wie warmer Regen              | Like the Gentle Rain                      | 1997 | Lewis Shiner                      |
| An der Bettkante zur Ewigkeit | The Edge of the Bed of Forever            | 1997 | Jonathan Lethem & Angus MacDonald |
| Nachtwache                    | Nightwatch                                | 1997 | Michael Thomas                    |
| Die Heimat des Patrouilleurs  | Rimrunner’s Home                          | 1997 | John Morressy                     |

### 101. Folge –Die Roosevelt-Depeschen– 2000
| Deutscher Titel                          | Originaltitel                             | Jahr | Autor                                 |
| ---------------------------------------- | ----------------------------------------- | ---- | ------------------------------------- |
| Moment der Stille                        | Interval of Stillness                     | 1996 | Dale Bailey                           |
| Die Roosevelt-Depeschen                  | The Roosevelt Dispatches                  | 1996 | Mike Resnick                          |
| Gummiknochen                             | Jelly Bones                               | 1997 | Nina Kiriki Hoffman                   |
| Tirkiluk                                 | Tirkiluk                                  | 1995 | Ian R. MacLeod                        |
| Warum ich nie fest mit Heather Moon ging | Why I Never Went Steady with Heather Moon | 1997 | Ron Goulart                           |
| Die Gabe der Macklins                    | The Macklin Gift                          | 1997 | Pat MacEwen                           |
| Deus X                                   | Deus X                                    | 1997 | Jerry Oltion & Kristine Kathryn Rusch |